# Carex andicola
Espèce
Classification phylogénétique
Carex andicola est une espèce de plantes du genre Carex et de la famille des Cyperaceae.